# Praia das Garças (Porto Alegre)
A Praia das Garças é uma praia localizada no extremo-sul de Porto Alegre, capital do estado brasileiro do Rio Grande do Sul. Banhada pelo Guaíba, a praia está situada na enseada oeste do bairro Boa Vista do Sul, emancipado dos bairros Belém Novo e Lami em 2016, próximo da zona rural do município.

## Estrutura
Diferentemente da maioria das praias porto-alegrenses, a das Garças possui acesso privativo, sendo administrada pelo "Praia das Garças Náutico Clube" (Avenida do Lami, n° 4929), uma organização civil sem fins lucrativos que zela pela preservação da praia e promove atividades esportivas náuticas e terrestres, bem como de caráter social, cultural e de lazer. 
O acesso pelo público externo ocorre por meio de pagamento de taxa de ingresso, cujo valor é destinado à manutenção da infraestrutura da praia (churrasqueiras ao ar livre, sanitários, estacionamentos, lancheria, praça infantil, salva-vidas e sistema de segurança). 
Em virtude de ter status de reserva ecológica, a praia possui uma série de regras a frequentadores, sendo vedado: entrada de animais domésticos, ligar sons que pertubem o silêncio, dirigir lanchas a motor ou realizar motocross, acionar instrumentos, fazer acampamento noturno, ingressar com excursões ou em ônibus ou caminhões, praticar caça ou pesca, extrair galhos ou vegetais, etc. 
As águas da praia são consideradas limpas, havendo zonas de banho demarcadas por boias.   

## Projeto Nadando pelos Cartões Postais
Em fevereiro de 2022, a praia abrigou a primeira edição do "Desafio Praia das Garças", integrante do Projeto Nadando pelos Cartões Postais, que une esportes e conscientização ecológica. Na ocasião, entusiastas de esportes aquáticos percorreram um trajeto de 4,5 km, de ida e volta, entre a praia e a Ilha Francisco Manoel.